# Olaf Weber
Olaf Weber (* 5. Oktober 1943 in Dresden; † 11. Oktober 2021 in Weimar) war ein deutscher Professor für Ästhetik sowie  Friedensaktivist und Lyriker.

## Leben
Olaf Weber studierte ab 1964 Architektur in Leipzig, ab 1970 dann in Weimar. Promotion und Habilitation erfolgten ebenfalls in Weimar. Von 1973 bis 1980 war Weber Wissenschaftlicher Mitarbeiter der Gruppe Architekturtheorie unter Leitung von Bruno Flierl am Institut für Städtebau und Architektur der Bauakademie in Berlin. Flierl und weitere Berliner Akademiker unterstützten die Forschungsarbeiten der „Weimarer Gruppe“ (Olaf Weber, Friedrich Rogge und Gerd Zimmermann). An der Bauakademie entstanden dank der Fürsprache in den 1970er-Jahren zahlreiche Arbeiten und Publikationen zur Semiotik und Architekturpsychologie, auch zur praktischen Wirkungsforschung etwa zur Semantik der Architektur oder zu Fragen der Raumorientierung. 1980 kehrte Weber  an die HAB Weimar als Aspirant der neuen Professur für Architekturtheorie (Bernd Grönwald) zurück. Von 1993 bis 2009 wirkte er als Professor für Ästhetik an der Bauhaus-Universität Weimar.
Er war als Architekturtheoretiker, Ästhetiker, Ästhet und Performer tätig. Weber war Gründer des „Vereins zur Verlängerung des Jahres 1999“ und Impresario des 42. Kongresses, eines Forums für das Absurde (2009 bis 2011). 2013 initiierte er das Friedenspodium „Welt ohne Waffen“.
Im Jahr 2000 erlitt Weber eine Augenerkrankung, die 2003 zur Erblindung führte. 2021 starb Weber an einer Krebserkrankung.

## Auszeichnungen
- 1. Preis im Short-Message-Lyric-Wettbewerb der Literarischen Gesellschaft Thüringen, 2010

## Literarische Veröffentlichungen
- erste veröffentlichte Gedichte in der Literaturzeitschrift „Palmbaum“, quartus-Verlag (Heft 2/2011)
- Beiträge zu Anthologien in: Schachbordelle. 35 erotische Gedichte und Geschichten zum Menantes-Preis 2012. quartus-Verlag, 2012
- Traumtänze. 25 Gedichte zum Walter Werner-Lyrikpreis 2012. Herausgegeben von Provinzkultur e.V. Suhl, 2012
- Jahresgabe der Literarischen Gesellschaft / Lyrik-Friedens-Explorer, 2013